# 그리넬 칼리지
그리넬 칼리지(영어: Grinnell College)는 미국 아이오와주 포우쉬크군 그리넬에 있는 사립 리버럴 아츠 칼리지다. 1846년에 뉴잉글랜드의 회중 교회에서 세웠으며, 엄격함을 추구하는 학문과 혁신을 추구하는 교육, 사회 정의의 실현을 중시한다.
졸업생 가운데 로즈 장학생 14명, 마셜 장학생 5명, 풀브라이트 장학생 119명, 왓슨 장학생 79명, 배리 M. 골드워터 장학생 13명, 노벨상 수상자 1명 등을 배출했다. 컬럼비아 대학교, 워싱턴 대학교 세인트루이스 및 캘리포니아 공과대학교와 3+2 공학 복수 학위제를 제공하며 다트머스 대학교와는 2+1+1+1 공학 복수 학위제, 아이오와 대학교와는 공중보건학 석사 협동 과정을 제공한다.

## 역사
1843년에 매사추세츠주의 앤도버 신학교에서 교육을 받은 회중 교회 목사 11명이 개신교를 전도하기 위해 대학을 세우기로 뜻을 모았고, 아이오와 준주에 이르러 회중을 모으기 위해 각기 다른 도시들을 선정한 뒤 대븐포트에 아이오와 칼리지(Iowa College)를 세웠다. 이후 아이오와 칼리지는 교정을 대븐포트에서 그리넬로 옮겼다. 이사회의 이름은 여전히 아이오와 칼리지 이사회였으나 1909년에 그리넬 칼리지로 이름을 바꾸었다.
초창기에 그리넬 칼리지는 어려움을 겪었다. 1854년에 두 명의 학생에게 처음으로 문학사 학위를 수여했지만, 10여 년 뒤 미국 남북 전쟁으로 많은 학생들과 교직원들이 목숨을 잃었다. 전쟁이 끝난 뒤 그리넬 칼리지는 여성의 학위 과정 입학을 공식적으로 받아들였고, 당시의 신식 학문을 교육과정에 포함시켰다. 1882년에 토네이도가 교정을 덮쳐 건물들이 피해를 입었는데, 곧바로 재건축을 시작했고 새로운 교육 과정도 추가했다.
그리넬 칼리지는 사회복음주의 개혁 운동의 중심지로 알려졌다. 또한 그리넬 칼리지에서는 미시시피강 서안에서 처음으로 대학 간 미식축구 및 야구 경기가 열렸다. 1889년 11월 16일에 그리넬 칼리지와 아이오와 대학교 사이에 열린 미식축구 경기가 미시시피강 서안에서 열린 최초의 대학 간 미식축구 경기로, 24:0으로 그리넬 칼리지가 이겼다.

## 교육

### 입학
《U.S. 뉴스 & 월드 리포트》는 그리넬 칼리지의 입학 절차를 '가장 선별적'이라고 평가했다. 2019년 가을 입학생의 경우 8,004명의 지원자 가운데 1,847명이 합격했고, 합격률은 23.1%였다.

### 교육 과정
그리넬 칼리지의 개방 교육과정은 학생들이 주도적으로 공부하고 스스로 책임을 지도록 한다. 유일한 필수 과목은 1학년 때 한 학기동안 듣는 튜토리얼로 탐구 방법과 비판적 분석법, 글쓰기 등을 배우는 토론식 수업이다. 다른 수업들은 모두 선택 과목으로 교원이 학생에게 직접 지도를 한다. 인기가 많은 전공으로는 심리학과 경제학, 생물학, 역사학, 영문학, 정치학 등이 있다.
그리넬 칼리지는 사회 및 정치 인식과 국제성을 강조해 학생의 교정 밖 학습을 중요시한다. 그리넬 칼리지 학생 가운데 약 60%가 적어도 교정 밖 학습 과정 가운데 하나 이상에 참여하고, 유럽이나 아프리카, 근동, 아시아에서 공부하는 교육 과정도 있다.
그리넬 칼리지의 학생들은 스스로의 행동을 통제하는 명예 제도인 자치 제도를 지킨다. 선택의 자유를 뿌리로 하는 공동체를 배양함으로써 자치 제도는 학생들이 학교와 마을, 세계 공동체의 책임감 있고 정중한 일원이 되도록 하는 데에 목표를 둔다. 봉사활동 조직도 활발하게 운영되는데 2005년 기준으로 미국의 대학 가운데 동문 대비 미국 평화 봉사단원이 가장 많은 대학으로 그리넬 칼리지가 꼽혔다.

### 순위
그리넬 칼리지는 '숨겨진 아이비 리그(Hidden Ivies)'에 속하는 대학 30곳 가운데 한 곳이다.
2019년 《U.S. 뉴스 & 월드 리포트》는 그리넬 칼리지를 미국의 리버럴 아츠 칼리지 가운데 14위, 최우수 학부 가운데 3위로 뽑았다. 그리넬 칼리지는 《U.S. 뉴스 & 월드 리포트》가 1983년에 대학 순위를 발표한 이래로 항상 25위 안에 들었다.

## 운동부
그리넬 칼리지의 운동부는 '파이오니어스(Pioneers)'로 NCAA 디비전 Ⅲ에서 활약한다.